# Dalaba (prefectuur)
Dalaba is een prefectuur in de regio Mamou van Guinee. De hoofdstad is Dalaba. De prefectuur heeft een oppervlakte van 3.110 km² en heeft 133.677 inwoners.
De prefectuur ligt in het midden van het land in het hoogland van Fouta Djalon. 

## Subprefecturen
De prefectuur is administratief verdeeld in 10 sub-prefecturen:

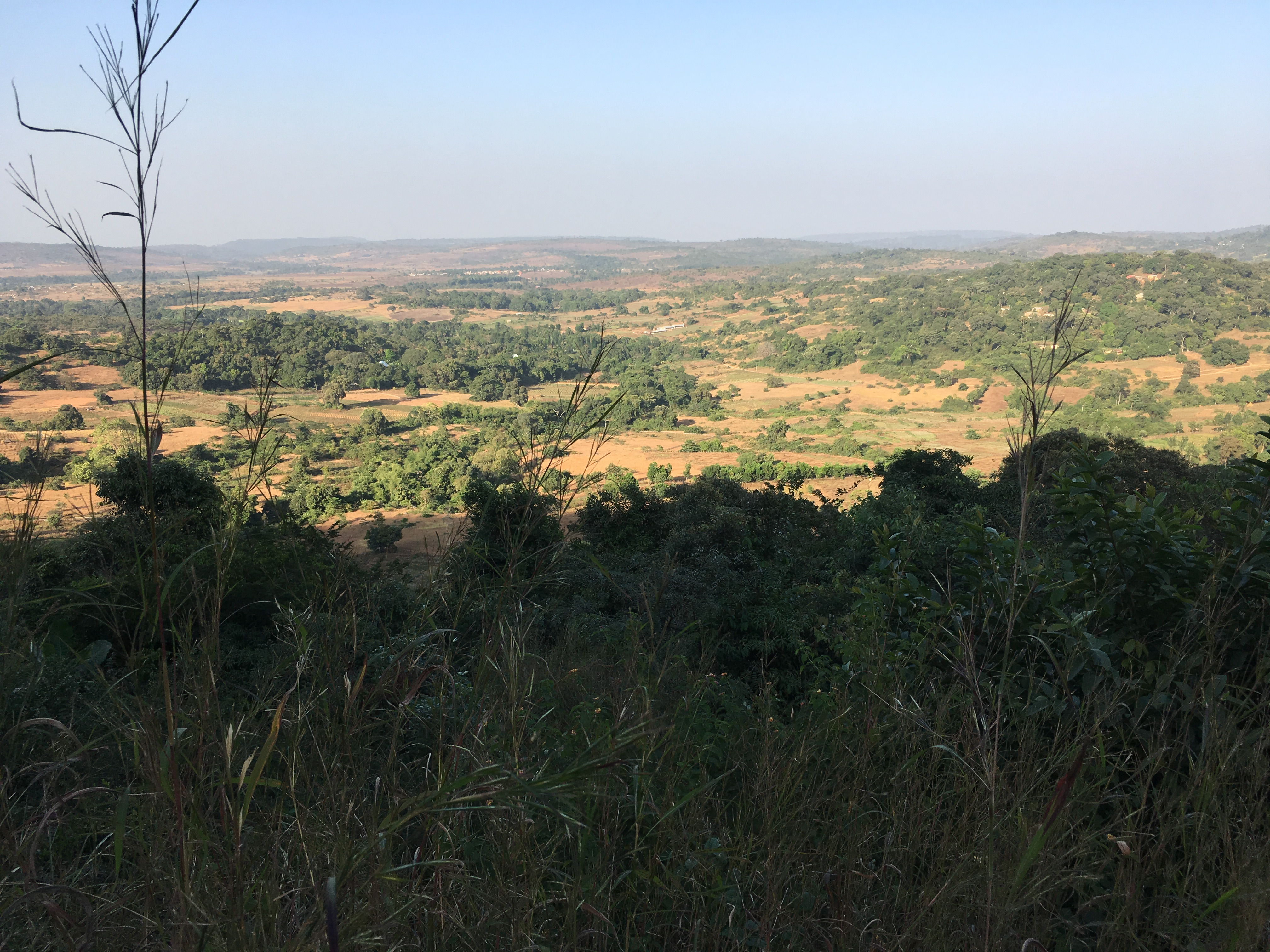
Landschap in Dalaba

1. Dalaba-Centre
2. Bodié
3. Ditinn
4. Kaala
5. Kankalabé
6. Kébali
7. Koba
8. Mafara
9. Mitty
10. Mombéyah